# Laxsjö landskommun

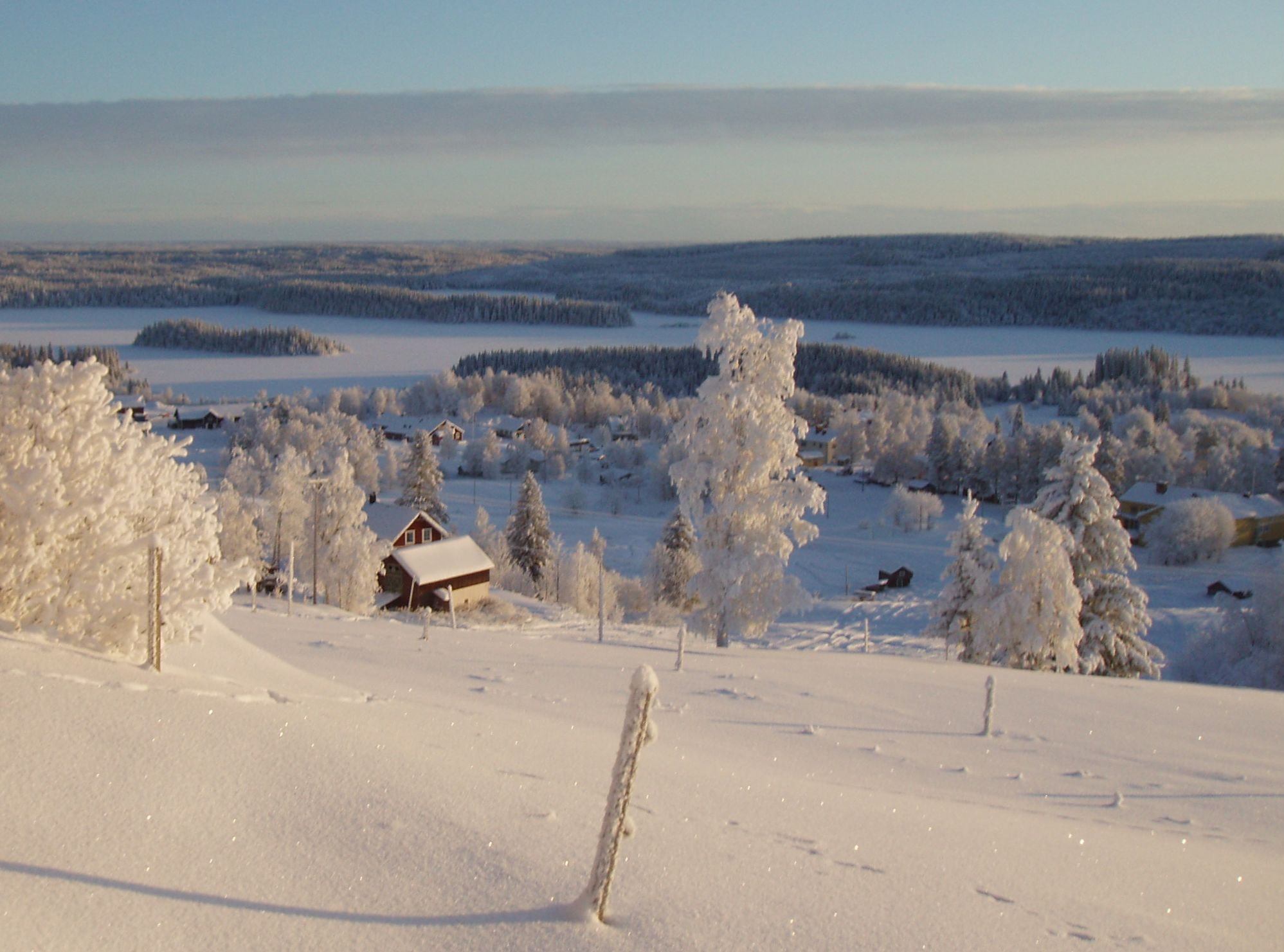
Vy över Laxsjön.

Laxsjö landskommun var en tidigare kommun i Jämtlands län.

## Administrativ historik
Laxsjö landskommun bildades 1889 genom en utbrytning ur Föllinge landskommun. Vid kommunreformen 1952 lades dock kommunen åter igen samman med Föllinge. Sedan 1974 ingår området i Krokoms kommun.

## Kommunvapen
Laxsjö förde inte något vapen.

## Politik

### Mandatfördelning i valen 1938-1946
| 20 |

| 20 |

| 9 | 11 |

| 20 |

| 9 | 11 |

| 19 |